# 貝掛温泉
貝掛温泉（かいかけ おんせん）は、日本の北陸地方東部にある苗場山の北東中腹の渓谷、行政上の新潟県南魚沼郡湯沢町三俣（旧･三俣村。江戸時代における越後国魚沼郡三俣村、幕藩体制下の越後御料〈出雲崎代官所預〉三俣村）に所在する温泉。

## 泉質
- ナトリウム・カルシウム - 塩化物泉 [1]

自家源泉。自然湧出。湧出量は毎分約400リットル。泉温が37°C前後であり、ぬる湯として知られる。ほとんどど無色透明で、塩味がある。
眼病に対する効能が高く、古くから「日本三大 目の湯」「日本三大眼の温泉」の一つとされてきた。他の2つは、姥子温泉（神奈川県箱根町に所在）と微温湯温泉（福島県福島市に所在）である。
露天風呂は、源泉掛け流し風呂と、無加水・熱交換加熱で約41°Cに昇温した風呂がある。合計7つの湯舟に豪快に湯が注がれている。冬の静かな山中での雪見露天風呂は風情がある。

## 温泉街
標高約800メートルの山中に、重厚な庄屋造（しょうやづくり）の一軒宿「貝掛温泉」が営まれている。当宿を経営する株式会社貝掛温泉は日本秘湯を守る会の発足会員の一つ。清津川から支流「カッサ川（勝沢川）」に入ってすぐの渓谷にあり、両川の合流点にある貝掛橋を渡ると、その先には貝掛温泉と谷間の自然だけがある。宿の池には地域の名物である錦鯉が泳ぐ。
日本三大渓谷の一つ「清津峡」は下流に位置する。

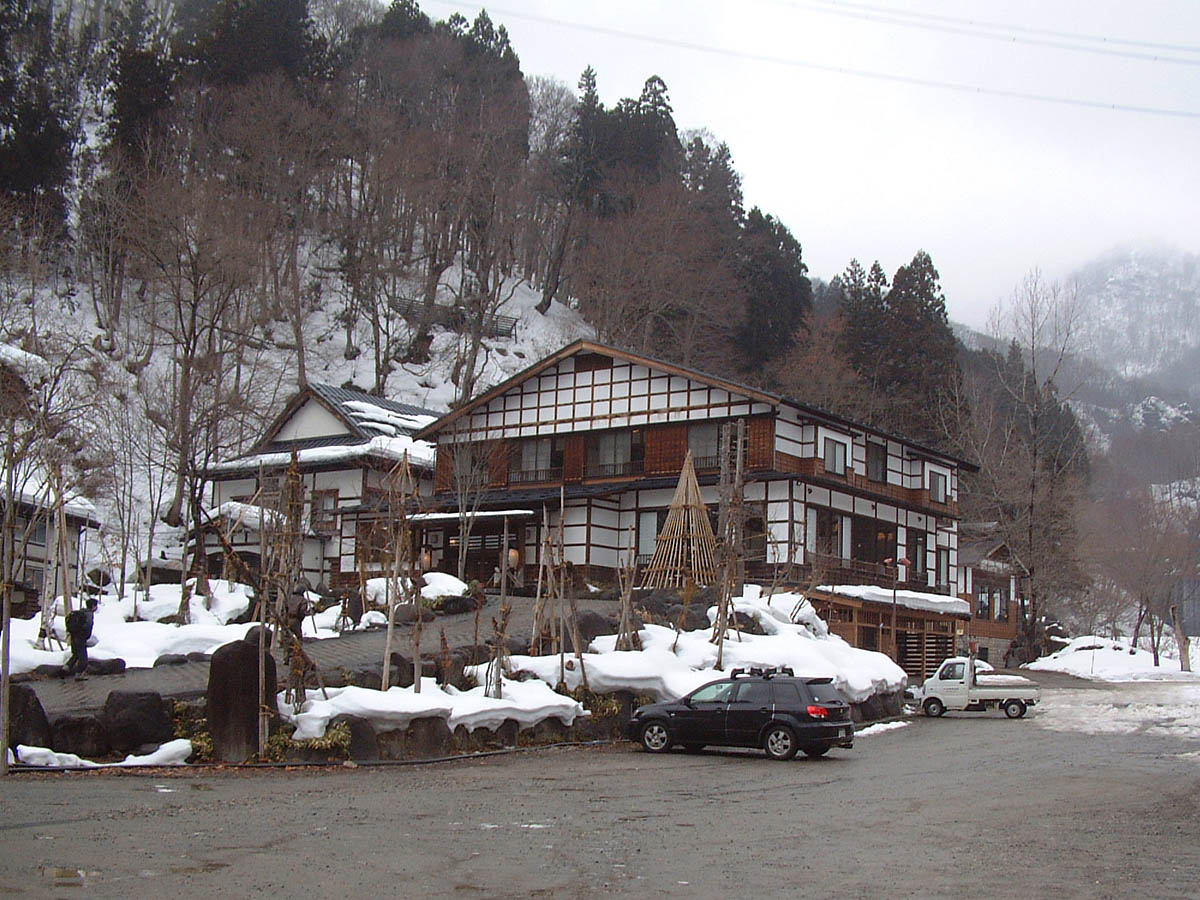
一軒宿「貝掛温泉」 外観
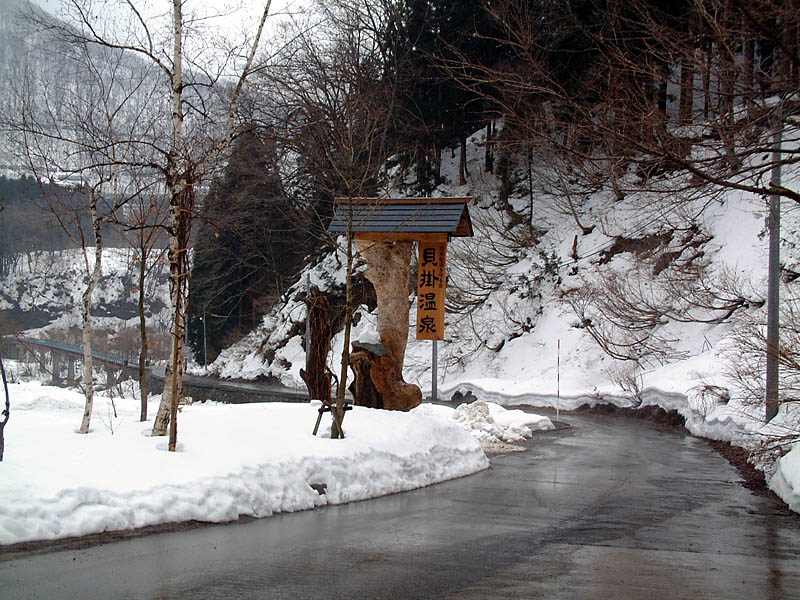
案内看板
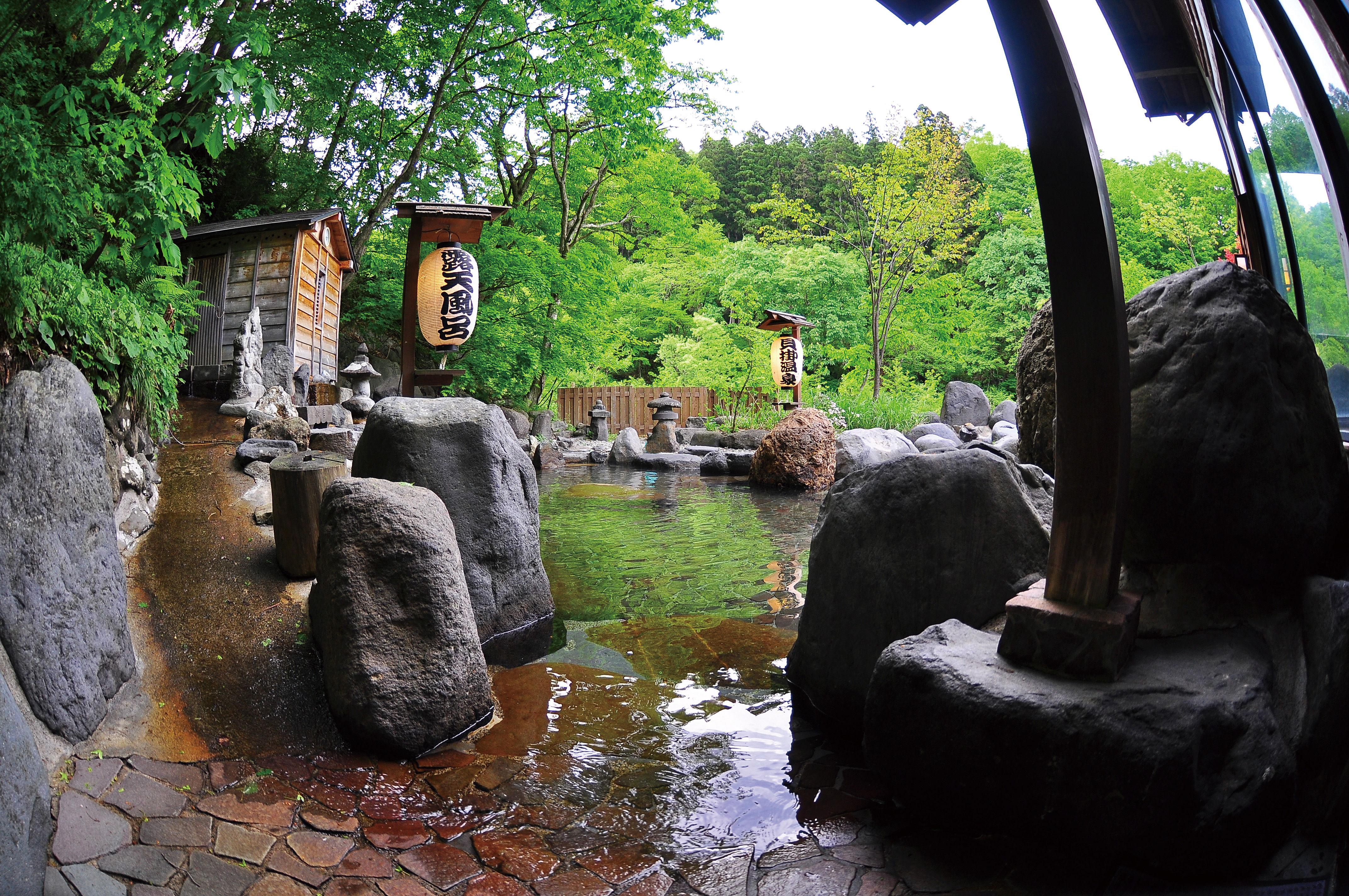
露天風呂
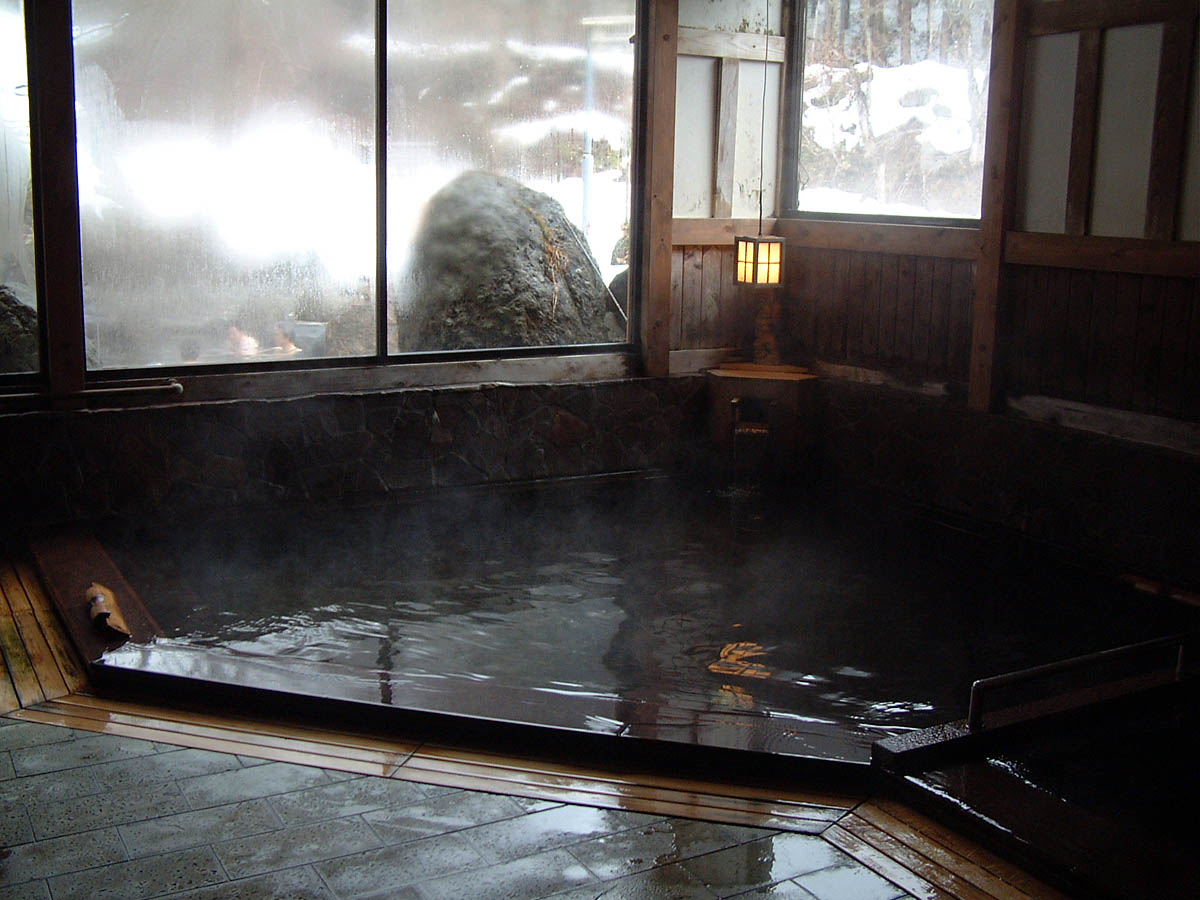
内湯
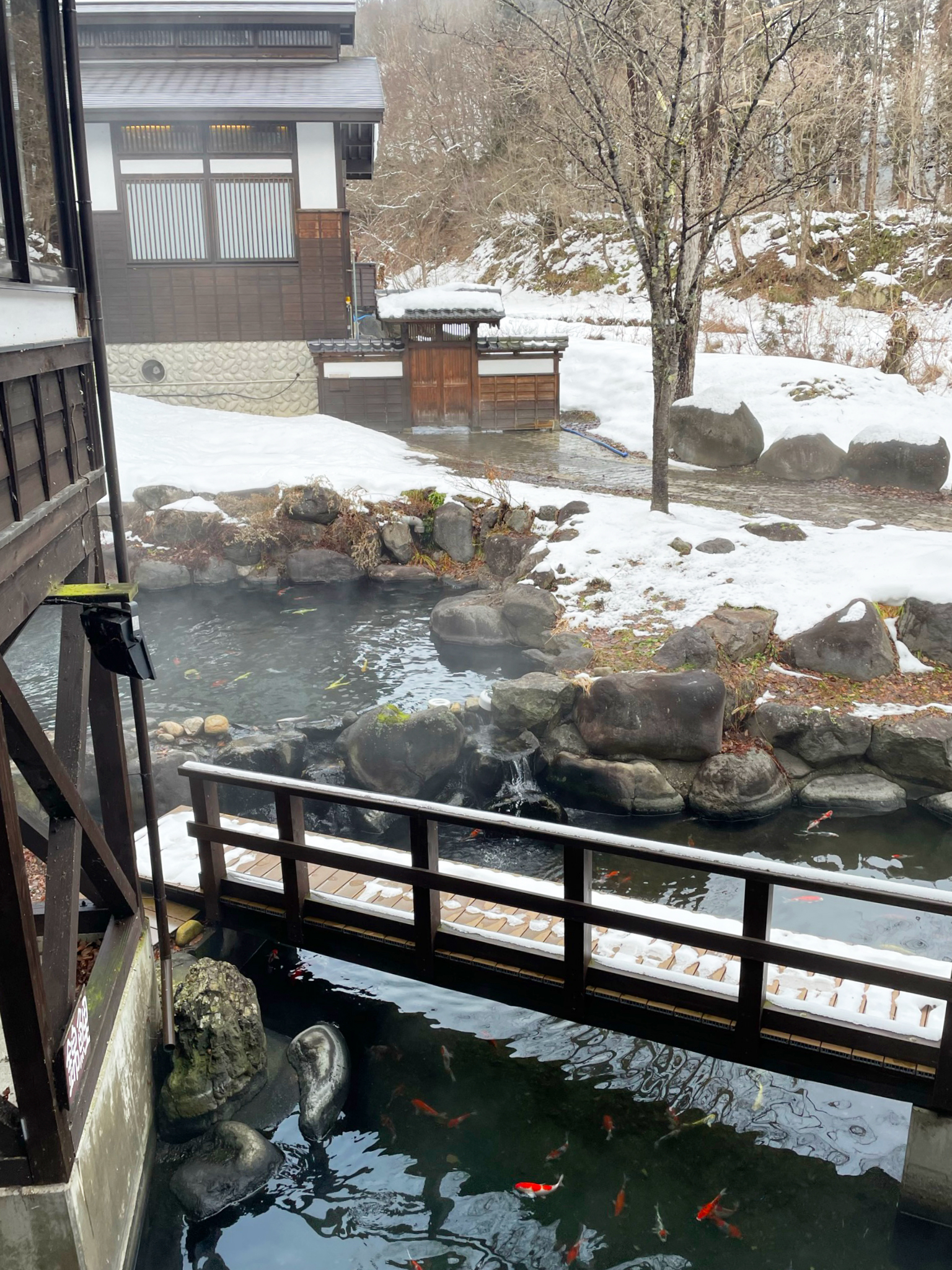
温泉水で真冬でも凍らない池と錦鯉
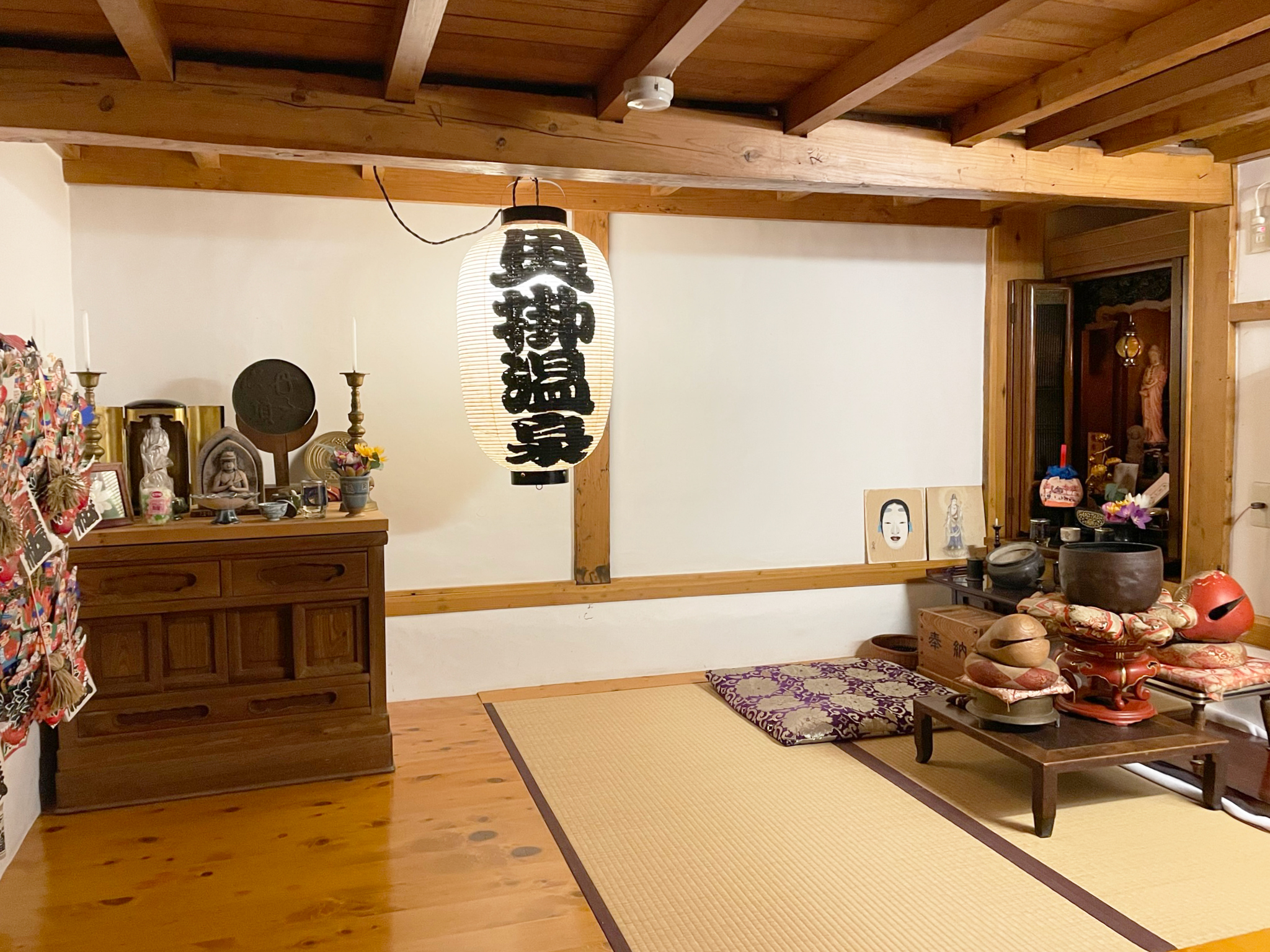
薬師如来の仏間

## 伝説
開湯伝説によれば、巡礼の旅路にあった鎌倉時代中期の臨済宗の僧・白雲慧暁禅師によって発見・開湯されたという。

## 歴史
- 初出（※記録上の最初）は、歌人の堯恵による下葉和歌集586番の歌枕である。堯恵は、文明十八年(1486)八月末から九月九日まで[9]に柏崎から三国峠を越えた。九月十三夜から上州白井城に滞在していたところ、上杉房定に越後へ移るよう催促を受け十一月二十七日出立した。その堯恵の著した下葉和歌集[10] で、文明十八年十月二十余日白井城で詠んだ585番の歌に続く586番の歌「うつもれし雲ふミ分る便まて思ひしらるる山の奥哉」の詞書として「越後鎰懸湯治に深山をわけてこもりゐ侍りしに上杉相州常泰の本よりさまさまのとふらひ侍りしに」とあり、鎰懸湯治(カギカケトウジ：貝掛温泉で湯治)したことを意味する[11]。
- 京都・相国寺の禅僧・万里集九が戦国時代初期にあたる長享2年（1488年）に著した詩文集『梅花無尽蔵』における[8]、「岩の割れ目から湧き出る温泉への道は、通じているといえども建物は見えず、僅かに道行く人が教えてくれなかったら通り過ぎてしまうところでした」との記述がある[8]。原文は詩文体で「鈎懸湯余扶過不見之無路人指示也」とある。戦国時代後期には、上杉謙信が隠し湯として利用し[* 3]、永禄3年（1560年）に始まる関東攻略（小田原城の戦い）の際、将兵の英気を養い、傷を癒す目的で使わせたという[8]。当時から最寄りであった三国街道（※国道17号が当地域での後身）[12]を行き交う僧・歌人・商人などが立ち寄ったとされる[8]。眼病に効くという貝掛の湯の効能を伝え聞いた湯治客が増え[8]、信仰も深まり、薬師如来像や石灯籠も建てられた[8]。
- 一本堂薬選(1738) [13]は眼掛湯として、越後名寄(1756) [14]は鐘掛湯として紹介している。
- 江戸時代半ばの文化3年（1806年）には、三国街道・三俣宿の庄屋・安左衛門が、『地志書上帳』の手記に「貝掛に温泉ありて、この湯少し塩味ありて清し、寒中はぬるくして入り難く。目を患う者多く来りて浴し候」[4]と記しており[8]、中世に引き続いて湯治客を集めていたことが分かる[* 4][15]。
- 後越薬泉(1830)[16]は、鐘掛、貝掛などではなく蟹岩を穿って温泉が出たことに因み欠けとすべきところを掛けと誤って蟹掛と名付けた、という言伝えを記している。
- 1882年（明治15年）には、貝掛の湯守であった与之助6代目の茂木与平治が[8]、内務省の製造販売許可を得て目薬「快眼水」を発売しており[8]、昭和初期まで販売していた[1]。

- 1935年（昭和10年）9月26日[17]の大洪水（魚沼大水害）では、被害甚大につき、湯治宿の廃業を余儀なくされている[8]。そうして廃業した元・宿主（2019年現在の温泉宿当主の先代）は[8]紙問屋に転職していたが[8]、眼底出血を患ったことで地元・貝掛を思い出し[8]、1955年（昭和30年）9月、商売を続けながらも当地に戻って貝掛の湯を復興させた[8]。1958年（昭和33年）など、その後も洪水には悩まされ続けたが[8]、1967年（昭和42年）、貝掛橋とダムが完成した[8]ことで、ようやく地域一帯の治水が成った。

1975年（昭和50年）4月、「日本秘湯を守る会」の発足会員となる。
1983年（昭和58年）の上越新幹線開通と1985年（昭和60年）の関越自動車道開通により、都心との距離は大幅に縮まった。

## 交通アクセス
公共交通機関
■上越新幹線 ●越後湯沢駅を下車し、❚❚南越後観光バスの■YN線（湯沢～三俣～貝掛温泉～浅貝～西武クリスタル線）で貝掛温泉バス停 (YN18)まで約20分。バス停からは徒歩で約10分。
バスの運行便数は、冬季以外は1日10便、冬季は1時間あたり1〜2便に増便される。
一般車
■関越自動車道を●湯沢ICで降りて国道17号（旧･三国街道）をおおよそ南西方面へ走り、貝掛温泉バス停付近で右手に見えるカッサ川（勝沢川）の方へ進めば間もなく到着。ICから温泉宿までは約15分。
温泉は三国峠を越える国道17号線から見て清津川の対岸にあり、人も車も宿の専用橋を渡る。
積雪期は橋上と国道から橋までの道路は宿の人が毎日除雪しているが、周辺は苗場・かぐらみつまた・越後湯沢等のスキー場もある豪雪地帯。越後湯沢駅からの路線バスで向かうと、宿の人が迎えに来る。